# Комсомолка (Костромская область)
Комсомо́лка — посёлок в Макарьевском районе Костромской области, входит в состав городского поселения город Макарьев. 

## География
Посёлок расположен на озере Старка, на расстоянии 3 км к юго-востоку от города Макарьев, административного центра района.

## История
Постановлением Костромской областной Думы от 14 декабря 2001 года посёлок Комсомольский переименован в Комсомолку.

## Население
| 2008 | 2010 | 2014 | 2024 |
| ---- | ---- | ---- | ---- |
| 148  | ↗170 | ↘142 | ↘41  |